# 캄보디아의 역사
이것은 캄보디아사를 설명한 문서이다.

## 고대

### 부남 왕조 (86년 ~ 550년)
진서를 위시해 중국 사서를 보면,, 1세기경 현 캄보디아 위치에 왕국인‘부남’(扶南)이 있었다. 3세기까지는 미개한 땅이었지만, 인도와 중국의 중간 지점에 있는 수로의 요충에 있었기에 외국 문화가 유입하고 상업국가로서 번영했다. 벼농사가 발달하였다.

### 진랍 왕조 (550년 ~ 802년)
6세기에는 캄보디아 국가의 기원으로 간주되는 나라, 즉 중국 사료에 기록된 북방 크메르인에 의거한 첸라[진랍]가 발흥했다. 첸라[진랍]은 부남의 속국이었지만, 7세기에는 부남을 멸망시키고 자야바르만 1세〔657년 - 681년〕가 치세한 무렵에 최강세를 진작한다. 인도 문화에 영향받아 산스크리트 문자를 사용했지만, 크메르 문자도 사용되기 시작했다. 첸라는 현재의 캄보디아와 라오스 남부 메콩강 유역을 영토로 하고 있었다고 추측되나 681년 자야바르만 1세 사후, 고대 캄보디아는 중국의 기록으로 보이는 북측 내륙의 진랍과 남측 호수(똔레삽 호수)에 있는 진랍으로 분열되어 세력이 약화해 8세기에는 자바의 사일렌드라 왕국에 침략받아 그 사람들의 지배하에 들어갔다.

## 중세
자야바르만 2세(802년~854년)는 프놈쿨렌에서 즉위하여 쟈와를 대상으로 한 독립 선언이 앙코르 왕조〔크메르 제국〕의 시작이다. 9세기 말 야소바르만 1세가 앙코르에 수도를 건설했다.
1113년, 수르야바르만 2세가 즉위 하여 국내를 통일하고 베트남 남부에 있는 참파 왕국과 베트남의 리 왕조를 공격하였다. 크메르 제국은 영토를 계속 확장하여 왕국의 범위는 타이 중부, 말레이 반도, 베트남 남부에 달하였다. 수르야바르만 2세는 사원 건축에도 열정으로 관심하였는데 크메르 미술의 최고 걸작이고 자신의 무덤이기도 한 앙코르 와트를 시작해 트마논, 반테이 삼르를 비롯한 힌두 사원을 건축했다.
수르야바르만 2세 사후 왕위 쟁탈전이 계속된 데다가 1177년에는 참파의 대군이 수도인 야소다르프라를 공격하여 파괴했다.
1181년, 참파에 원정하던 자야바르만 7세(1181년 - 1220년?)가 귀국해 즉위했다. 그는 끈질기고 나라 만들기를 진행시켜 1190년에는 숙적 참파를 항복시켰다. 또한 앙코르 톰을 도시로 건설했다. 열렬한 대승불교의 신자인 자야바르만 7세는 앙코르 톰을 중심으로 바이욘을 건설해 반테이 끄데이, 타 프롬, 프리야 칸 등의 불교 사원을 건설하였다. 또 자야바르만 7세는 국내에 102개에 이르는 병원과 주요 가도에 여인숙을 건설해 서민의 생활도 중시했다. 그러나 대규모 사원건설과 영토 확장을 위한 원정 때문에 그의 사후 국력이 쇠퇴했다고 추측되고 있다.
13세기에 들어 원나라의 침공이 시작되었고, 13세기 후반에는 타이의 아유타야 왕조의 침공이 시작되었다. 당시의 포냐얏트 왕은 1431년에 샴(현재의 타이)에서 가까운 앙코르를 방치하였고, 다음 해 샴족이 수도를 점령하게 되자 앙코르의 영광의 시대는 그 종말을 맞았다. 그 후 수도는 현재의 프놈펜이 있는 체드목크 방향으로 천도했고, 앙코르는 유적으로만 남게 되어 밀림에 묻혀 갔다.

## 근대 식민지
19세기 중순부터 프랑스에 의한 인도차이나 반도의 식민지화가 시작되었다.
1863년 8월 11일, 캄보디아의 국왕 프라마하 아파랏치는 프랑스와 교섭해 《수호통상과 프랑스의 보호에 관한 협약》을 체결하고 프랑스의 보호국 즉, 프랑스의 식민지가 되었다.
1866년 우동에서 프놈펜으로 수도를 이전했다. 1887년에는 캄보디아가 프랑스령 인도차이나에 편입되었다.

### 프놈펜
1907년에는 샴으로부터 앙코르 부근의 영토를 탈환하였다. 1940년에는 일본군이 인도차이나에 침공하였고, 이 기회를 틈타 노로돔 시아누크 국왕은 1945년 3월 12일에 캄보디아의 독립을 선언하였다. 그러나 일본이 연합국에 항복하면서 1946년에는 다시 프랑스의 보호 하로 돌아와 독립은 소멸하게 된다.
시아누크 국왕은 끈질기게 독립 운동을 계속해 1947년에는 헌법을 공포하였고, 1949년에 프랑스 연합 내에서의 독립을 선언하였다. 1953년에는 경찰권, 군사권을 회복해 완전 독립을 이룰 수 있었다.

## 현대

### 캄보디아 왕국（1953년 - 1970년）
1955년 아시아-아프리카 회의(반둥 회의, 반둥, 인도네시아)에서, 시하누크는 비동맹·중립 외교 정책을 표명했다. 아버지 노르돔 스라마릿트에게 왕위를 이어받아 인민 사회주의 공동체(산쿰)를 조직 했다. 독립의 아버지로서 국민의 인기를 끈 시하누크는 같은 해 선거로 수상 겸 외무부 장관으로 취임하였다.
1956년 동남아시아 조약 기구(SEATO)에 가맹을 거부하였다. 1960년에 국왕 스라마릿트가 사망하면서 시하누크는 왕위를 비운 채로 국가원수라고 하는 새로운 자리를 만들어 수반에 취임하였다. 1965년 5월 시하누크는 북베트남에 폭격을 행하는 미국과의 단교를 선언했다. 베트남 전쟁으로 국내는 어수선하였지만 시하누크 정권 시대에는 내전은 격화되지 않았고, 식량이 풍부하여 수입에 의지할 필요도 없었으며, 대량의 난민도 발생하지 않았다.

### 크메르 공화국（1970년 - 1975년）
1970년 3월 17일 친미 론 놀이 시하누크의 외유 중에 쿠데타를 일으켰다. 10월 9일 시하누크 일파를 추방하고 크메르 공화국 수립을 선언했다. 론 놀은 정권을 탈취하면서 강력한 반베트남 캠페인을 실행하여 남베트남 해방민족전선의 지원이 의심되는 캄보디아 거주지 내의 베트남계 주민을 박해, 학살하였다. 이 때문에 시하누크 시대에 50만명이었던 베트남계 주민 중 20만명이 1970년에 베트남으로 대거 귀환하는 사태가 지속되었다. 이어 론 놀은 1970년 4월 호치민 루트를 분쇄하기 위해 미군과 남베트남군에 자국을 참전시켰다. 게다가 1968년부터 국지적으로 행해져 오던 미군에 의한 캄보디아 공중 폭격을 인구 밀도가 높은 지역을 포함한 캄보디아 전역으로 확대시켰다. 미군의 폭격으로 수 십 만명의 농민이 희생이 되었고, 대량의 난민이 발생해 농업 생산은 격감했다. 론 놀 정권은 국민의 반감을 사서 반정부 활동은 격화되었다.
론 놀의 쿠데타 이후 시하누크는 중국 베이징으로 탈출해 캄푸차 민족통일전선을 결성하여, 반론놀 공동투쟁을 호소하였다. 시하누크를 캄보디아로 귀국시킨 세력은 당시 모택동주의(마오이즘)에 심취한 폴 포트, 키우 삼판, 이엥 사리 등이 지휘하는 공산주의 세력 즉, 크메르루주였다. 10월 폴 포트는 시하누크를 옹립하였고, 론 놀 정권과의 사이에 내전이 시작되었다.
1971년 1월 미국은 론 놀 정권 지원하기 위해 남베트남 파견군의 일부를 캄보디아에 투입했다. 10월 론 놀은 군사 독재체제를 선언하고, 1972년 3월에 신헌법을 공포했다. 그러나 1973년 3월 29일 미국이 베트남으로부터 완전 철수를 했기 때문에, 론 놀은 강력한 후원자를 잃게 되었다.

### 민주 캄푸차(1975년 - 1979년）
1975년 4월 17일 세력이 약해진 론 놀은 하와이로 망명하였다. 4월 30일 베트남에서는 사이공이 함락되면서, 베트남 전쟁이 종결되었다. 이후 크메르 루즈가 수도 프놈펜에 입성하였고, 1976년 1월에 캄보디아 민주 헌법을 공포하여 국명을 민주 캄푸차(Democratic Kampuchea)로 개칭하였다.
내전에 의한 농업 인프라의 파괴, 식량수입 원조가 중단되는 혼란한 상황 속에서 크메르 루즈는 화폐 제도를 폐지하고 도시 주민들을 강제로 농촌으로 이주시켜 강제 노동을 시키는 극단적인 원시 공산제 사회로의 회귀 정책을 실행하였다. 구정권 관계자나, 도시의 부유층, 지식인, 유학생, 크메르루주 내의 친베트남파 등을 학살하여 킬링필드를 만들었다. 반란의 혐의가 있는 사람은 정치범 수용소 S21(현 뚜어슬랭 학살 박물관) 등에 수용되어 학살되었다. 1975년~1979년의 폴 포트 시대의 4년간은 중국의 마오쩌둥주의를 표방하여 극단적인 농본주의 정책이 채택되었지만, 비효율적인 방식은 큰 가뭄을 극복하지 못했고, 출생률이 비정상으로 저하되는 한편, 기아와 학살로 100만명이 넘는 대량의 사망자를 냈다.
1978년 1월 베트남을 침공한 폴 포트는 베트남과 단교를 선언하였다. 그 당시 베트남은 소련과의 관계를 강화하고 있었는데, 중-소 대립의 구도 때문에, 중국과 관계가 깊은 폴 포트 정권과 대립하게 되었다. 5월에는 폴 포트가 반란의 혐의로 동부군 관할구역을 공격해 동부지구에서 대규모의 크메르루주 장병이 처형되었다. 이 때문에 베트남에는 10수만 명에 달하는 동부지구 지역의 피난민이 유입되었다.

### 삼린 정권(1979년 - 1991년）
1978년 12월 25일, 베트남군은 망명한 캄보디아 난민으로 캄푸챠 민족구국통일전선을 조직하고 크메르루주 장교로 베트남에 망명한 헹 삼린을 내세워 폴 포트 타도를 기치로 캄보디아에 침공했다.
1979년 1월 6일, 베트남군이 프놈펜을 공략하자, 유폐에 가까운 상태에 있던 시하누크는 다시 북경에 피신했으며, 폴 포트, 이엥 사리 등의 크메르루주는 태국 국경 근처까지 쫓겨나게 되었다. 1월 10일 친베트남계 캄푸챠 인민공화국(People's Republic of Kampuchea)이 수립되었다. 그러나 헹 삼린이 이끄는 캄보디아 인민당 정권은 베트남의 괴뢰 정권이라는 이유로 세계 각국의 승인을 받지 못했다.
1979년 2월에는 중국군이 캄보디아 침공에 대한 보복으로 베트남을 공격했다.(중월전쟁) 그러나 중국은 실전 경험 풍부한 베트남군에 참패하였고, 3월에 철수하게 된다. 1981년 6월에 삼린은 신헌법을 채택하고, 동시에 훈센이 각료 평의회 부의장(부수상)으로 취임하였다.
1982년 2월, 반격을 도모하던 반베트남 3 계파(폴 포트, 시하누크, 손 산)는 북경에서 회담을 열었고, 7월에는 3 계파에 의한 민주 캄프챠 연합정부(The Coalition Government of Democratic Kampuchea：CGDK)가 성립되어, 삼린 정권과의 내전 상태에 들어갔다.
1983년 2월에 열린 인도차이나 3국 정상회담에서 베트남군의 부분적 철수가 결의되었지만, 3월에 베트남군은 폴 포트파의 거점을 공격하였다.
1984년 7월의 동남아시아 국가연합 외상 회담에서 캄보디아에 주둔한 베트남군을 비난하는 공동선언을 채택하게 된다. 그러나 베트남군은 내전에 계속 개입하여 1985년 1월에 민주 캄프챠 연합정부의 거점을 공략하여, 3월에 시하누크 국왕파의 거점을 제압하였다.
1988년 3월, 베트남 수상 팬 분이 급사하는 정변이 일어나자, 6월 베트남군은 철수를 시작해 1989년 9월에 철수를 끝내게 된다. 그 결과 당시 수상의 자리에 있던 훈센은 베트남군이라는 배경을 잃고 세력이 약화되어 내전은 더욱 수렁에 빠지게 되었다.
1990년 6월 4일~5일, 도쿄에서 캄보디아 각 파가 참가하는 평화를 향한 직접 대화의 장소로서 캄보디아에 관한 도쿄 회의가 개최되었다. 다음해 1991년 10월 23일, 캄보디아 평화파리협정이 개최되어 최종 합의문("국제 연합 캄보디아 잠정 통치기구(UNTAC)"의 설치, 무장해제와 내전 종결, 난민의 귀환, 제헌의회 선거의 실시 등)에 19개국이 승인함으로써 20년에 이르는 캄보디아 내전이 종결되었다.

### 현대 캄보디아 왕국
캄보디아 평화 파리 협정으로 훈센 정권과 민주캄프챠 연합정부를 통합한 네 계파에 의한 캄보디아 최고 국민 평의회(SNC)가 결성되었다. 다음 해 1992년 2월부터, 유엔 캄보디아 잠정 통치기구(UNTAC)가 평화유지 활동을 시작하였다.
1993년 5월에는 국민의회 총선거가 실시되어 입헌군주제가 채택되었다. 선거 결과는 전120 의석 가운데 펑신펙크 당이 58석, 캄보디아 인민당이 51석, 손 산의 불교자유민주당이 10석, 기타 1석으로 의회가 구성되었다. 이 선거로 두 명의 수상제가 선택되어, 펑신펙크 당수로 시하누크의 2남 라나리드가 제일 수상에 캄보디아 인민당의 훈센이 제2수상으로 선출되었다. 동년 9월 23일, 제헌의회가 신헌법을 발표되었고, 9월 24일 시하누크가 국왕에 재즉위하여, 캄보디아 왕국이 23년 만에 통일 정권으로서 탄생하였다. 자유롭고 공정한 선거, 선택된 의회의 헌법 공표, 정부 설립을 주관한 UNTAC의 잠정 통치는 1993년 9월에 종료되었다.
1997년 7월, 프놈펜에서 펑신펙크 당과 캄보디아 인민당의 군대가 충돌하는 사건이 일어났다. 제일 수상인 라나리드는 파리로 도망가 약 반년 후인 1998년 3월에 시하누크 국왕의 은사로 귀국하였고, 9월에는 국민의회의 의장으로 취임했다. 동년 7월의 총선거로 이번은 캄보디아 인민당이 제일당이 되어, 훈센이 제일 수상으로 취임하고 있다.
캄보디아는 동남아시아 국가연합(ASEAN) 가맹이 연기되고 있었지만, 1999년 4월에 가맹을 완료했다.
폴 포트는 1998년 4월에 산중에서 사망하고, 12월에 폴 포트파 간부가 국민에게 폴 포트에 의한 학살을 사죄하였다. 2001년 1월 폴 포트파 간부를 재판하는 특별법정이 설치되었다.
2004년 10월 14일, 시하누크가 퇴임하고, 그의 셋째 아들의 노로돔 시하모니가 국왕에 즉위 하였다.
2006년 10월 18일, 펑신펙크당은, 라나리드 당수를 해임하고, 주독일 대사의 케오 풋 라스 메이를 선출, 제1 부당수에는 루 라이스 렌, 제2 부당수에는 차조기 와트 스리웃드(차조기 와트 왕가의 출신)가 선출되었다. 2006년 11월 16일, 라나리드는 노로돔 라나리드당(The Norodom Ranariddh Party)을 설립했다.

## 같이 보기
- 진랍풍토기
- 주달관